# サヒーフ・ムスリム
サヒーフ・ムスリム(ṣaḥīḥ Muslim、アラビア語: صحيح مسلم )とは、イスラーム教スンナ派で用いられる6つの主要なハディース集成書の一つ。ムスリム・ブン・ハッジャージュ（イマーム・ムスリムともよばれる）によって収集された。『サヒーフ・アル＝ブハーリー』に次ぐ2番目の真正集である。

## 編纂者
サヒーフ・ムスリムの編纂者であるムスリム・イブン・アル＝ハッジャージュはヒジュラ暦204年（西暦817/818年）に、ニーシャープールのペルシア人の家庭に生まれ、生誕の地でヒジュラ暦261年（西暦874/875年）に没した。

## 日本語訳
- 磯崎定基、飯森嘉助、小笠原良治・訳『日訳サヒーフ・ムスリム』全3巻、日本ムスリム協会

### 日本語訳
- サヒーフ・ムスリム　ハディース検索/日本ムスリム協会

### 英訳
- 英訳検索
- Abdul Hamid Siddiquiによる英亜対訳
- Center for Muslim-Jewish Engagementによる英訳（Abdul Hamid Siddiqui）